# Wieleń (stacja kolejowa)
Wieleń – jedna z dwóch stacji kolejowych w Wieleniu, w województwie wielkopolskim. Stacja jest położona na linii kolejowej nr 203 i obsługuje ruch pasażerski i towarowy.

## Ruch pasażerski
| Rok  | Wymiana pasażerska na dobę |
| ---- | -------------------------- |
| 2017 | 100-149                    |
| 2022 | 150-199                    |

Budynek dworcowy jest położony na południe od torów stacyjnych i spełnia funkcję poczekalni; kasa biletowa nie funkcjonuje. Pasażerska część stacji przylega do dworca i składa się z dwóch jednokrawędziowych peronów wyspowych. Ruch na stacji sterowany jest z jednej nastawni i zabezpieczany przez semafory kształtowe.
W latach 10. XXI wieku stacja zmieniła nazwę z Wieleń Północy na Wieleń.

## Połączenia
Stacja w Wieleniu obsługuje niewielki ruch pasażerski. Zatrzymują się tu pociągi osobowe spółki Przewozy Regionalne (pod marką REGIO) w kierunku Krzyża Wielkopolskiego (stacja docelowa Krzyż) oraz Piły (stacje docelowe: Piła Główna i Chojnice, a także pociągi TLK spółki PKP Intercity relacji Gdynia Główna - Gorzów Wielkopolski. Wedle przedstawionego w 2015 roku Planu Zrównoważonego Rozwoju Publicznego Transportu dla Województwa Wielkopolskiego, połączenia na trasie Krzyż-Piła Gł. miały zostać zlikwidowane; propozycja ta spotkała się z oporem społeczności lokalnych.